# Denis Espinoza
Denis Espinoza   (San Marcos, 25 d'agost de 1983) és un exfutbolista nicaragüenc de la dècada de 2000.
Fou 33 cops internacional amb la selecció de Nicaragua.
Pel que fa a clubs, destacà a San Marcos, Diriangén i Walter Ferretti.